# Архангельское (Мышкинский район)
Архангельское — село в Мышкинском районе Ярославской области России. 
В рамках организации местного самоуправления входит в Приволжское сельское поселение, в рамках административно-территориального устройства является центром Архангельского сельского округа.

## География
Расположено на берегу реки Ломиха в 8 км на северо-запад от центра поселения села Шипилова и в 22 км на запад от райцентра города Мышкин.

## История
Село Архангельское с деревнями было вотчиной Константина Ушатого, который пожертвовал на церковь пустошь Мосейцево. После него село перешло в вотчину князя Бориса Ушатого, сына князя Константина. Борис Ушатый был из тех дворян, которые подвергались опале Грозного, в село Архангельское с деревнями перед 1574 годом поступило в число дворцовых сел. Село Архангельское было вотчиной двух князей около 20 лет, с полной исторической достоверностью можно утверждать, что церковь Архангела Михаила и при ней село, получившее от нее свое название, с деревнями, существовали уже в 1554 году. Вместо деревянной церкви в 1780 году на средства прихожан была построена каменная двухэтажная Церковь Живоначальной Троицы. В верхнем этаже придел Живоначальной Троицы, в нижнем этаже два придела: на южной стороне во имя Казанской Божией Матери и во имя св. архистратига Михаила. Храм был освящен в 1788 году. Вокруг каменной церкви в 1833 году была построена каменная ограда с четырьмя башнями по углам . 
В конце XIX — начале XX века село было центром Архангельской волости Мышкинского уезда Ярославской губернии.
С 1929 года село являлось центром Архангельского сельсовета Мышкинского района, с 2005 года — в составе Приволжского сельского поселения.

## Население
| 1859 | 2002 | 2007 | 2010 |
| ---- | ---- | ---- | ---- |
| 51   | ↘4   | ↗8   | ↘3   |

## Достопримечательности
В селе расположена действующая Церковь Троицы Живоначальной (1780).